# Ford Windstar
Ford Windstar var en MPV bygget af Fords amerikanske afdeling på basis af den øvre mellemklassebil Ford Taurus mellem starten af 1994 og slutningen af 2003.
I Europa blev bilen kun markedsført i Tyskland og Sverige frem til 2000, og var der et større alternativ til den europæiske Ford Galaxy. I modsætning til Galaxy havde bilen skydedør til bagsæderne. Succesen var dog begrænset, da designet og kabineforholdene ikke modsvarede europæiske målestokke. Bilen var som standard udstyret med ABS-bremser, dobbelt airbag og elektronisk styret automatgear. De europæiske versioner havde skivebremser på alle hjul, hvor de amerikanske havde tromlebremser på baghjulene. Modellen blev bygget i Oakville, Ontario i Canada.
Bilen blev produceret i to modelgenerationer: Den første generation, som blev produceret fra januar 1994 til foråret 1999, blev fra midten af 1997 også markedsført officielt i Europa. Modellen fandtes med en 3,0-liters Vulcan V6-motor og en 3,8-liters Essex-motor. Næsten alle europæiske biler havde den lille motor. Modellen fik i 1997 et facelift med modifikationer på kølergrillen og forlygterne.
I foråret 1999 kom der en ny modelgeneration, hvor såvel eksteriør som interiør var blevet modificeret. Ligesom forgængeren fandtes modellen også i en specielt til europæiske forhold afstemt version. Den nye model kunne fås med to skydedøre; basismodellen med kun én skydedør udgik kort tid efter faceliftet. Som ekstraudstyr kunne bilen leveres med en 4-årig garanti. Med den normalt meget robuste 3,0-litersmotor var der dog et problem: Knastakselpositionssensoren, som samtidig også drev oliepumpen, kunne på grund af nedslidte tandhjul gå for tidligt i stykker, hvilket hyppigt førte til alvorlige motorskader. Denne version blev produceret frem til december 2003, hvor den i Amerika blev afløst af Ford Freestar.

## Tekniske data
|                                                | 3,0                      | 3,0                      | 3,8                      | 3,8                      |
| Byggeperiode                                   | 1995–1996                | 1996–2001                | 1994–1995                | 1995–2003                |
| Motordata                                      |                          |                          |                          |                          |
| Motortype                                      | V6-benzinmotor           | V6-benzinmotor           | V6-benzinmotor           | V6-benzinmotor           |
| Antal ventiler pr. cylinder                    | 2                        | 2                        | 2                        | 2                        |
| Ventilstyring                                  | Central knastaksel, kæde | Central knastaksel, kæde | Central knastaksel, kæde | Central knastaksel, kæde |
| Fødesystem                                     | Multipoint               | Multipoint               | Multipoint               | Multipoint               |
| Trykladning                                    | –                        | –                        | –                        | –                        |
| Køling                                         | Vandkøling               | Vandkøling               | Vandkøling               | Vandkøling               |
| Boring × slaglængde                            | 88,9 × 80,0 mm           | 88,9 × 80,0 mm           | 96,8 × 86,0 mm           | 96,8 × 86,0 mm           |
| Slagvolume                                     | 2979 cm³                 | 2979 cm³                 | 3797 cm³                 | 3797 cm³                 |
| Kompressionsforhold                            | 9,0:1                    | 9,3:1                    | 9,0:1                    | 9,3:1                    |
| Maks. effekt ved omdr./min.                    | 110 kW (150 hk) /5000    | 112 kW (152 hk) /5000    | 115 kW (156 hk) /4000    | 149 kW (203 hk) /5000    |
| Maks. drejningsmoment ved omdr./min.           | 231 Nm /3250             | 231 Nm /3250             | 298 Nm /3000             | 305 Nm /3000             |
| Kraftoverførsel                                |                          |                          |                          |                          |
| Drivende hjul                                  | Forhjul                  | Forhjul                  | Forhjul                  | Forhjul                  |
| Gearkasse                                      | 4-trins automatisk       | 4-trins automatisk       | 4-trins automatisk       | 4-trins automatisk       |
| Præstationer                                   |                          |                          |                          |                          |
| Topfart                                        | 180 km/t                 | 180 km/t                 |                          |                          |
| Acceleration 0-100 km/t                        | 13,5 sek.                | 13,5 sek.                |                          |                          |
| Brændstofforbrug pr. 100 km ved blandet kørsel | 10,5 liter Blyfri 91     | 10,5 liter Blyfri 91     |                          |                          |